# Hettstedt
Hettstedt − miasto w Niemczech, w kraju związkowym Saksonia-Anhalt, w powiecie Mansfeld-Südharz. Leży ok. 40 km na północny zachód od miasta Halle (Saale) i ok. 50 km na południe od stolicy kraju związkowego - Magdeburga. Miasto jest znane z wydobycia miedzi i z hutnictwa metali nieżelaznych.
Na północy miasto graniczy z Wiederstedt, dzielnicą miasta Arnstein, na wschodzie z Welfesholz, na południowy wschód ze Siersleben, na południu Großörner oraz na zachodzie z Meisberg.

## Dzielnice miasta
- Altstadt
- Kupferberg
- Molmeck
- Burgörner-Neudorf
- Burgörner-Altdorf
- Hadeborntal
- Naherholungsgebiet Ölgrundteich
- Tonloch

## Demografia
| Rok  | Ludność   |
| ---- | --------- |
| 1600 | ok. 2 100 |
| 1644 | 502       |
| 1790 | 2 900     |
| 1885 | 8 678     |
| 1910 | 8 866     |

| Rok  | Ludność |
| ---- | ------- |
| 1950 | 16 316  |
| 1989 | 21 405  |
| 2005 | 15 855  |
| 2007 | 15 021  |
| 2008 | 14 871  |

## Współpraca
Miejscowości partnerskie:
- Bergkamen, Nadrenia Północna-Westfalia
- Vöhringen, Bawaria

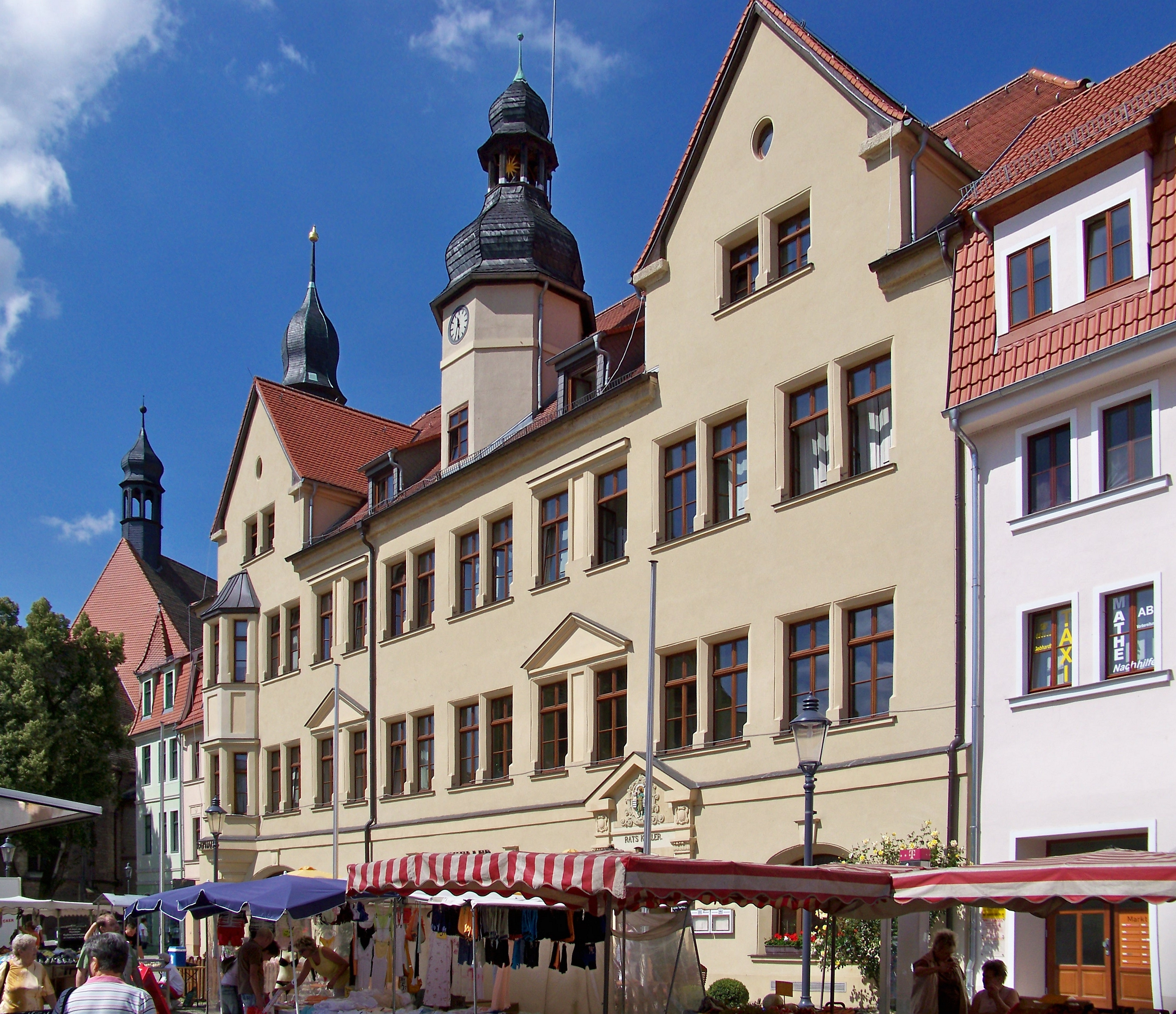
Ratusz
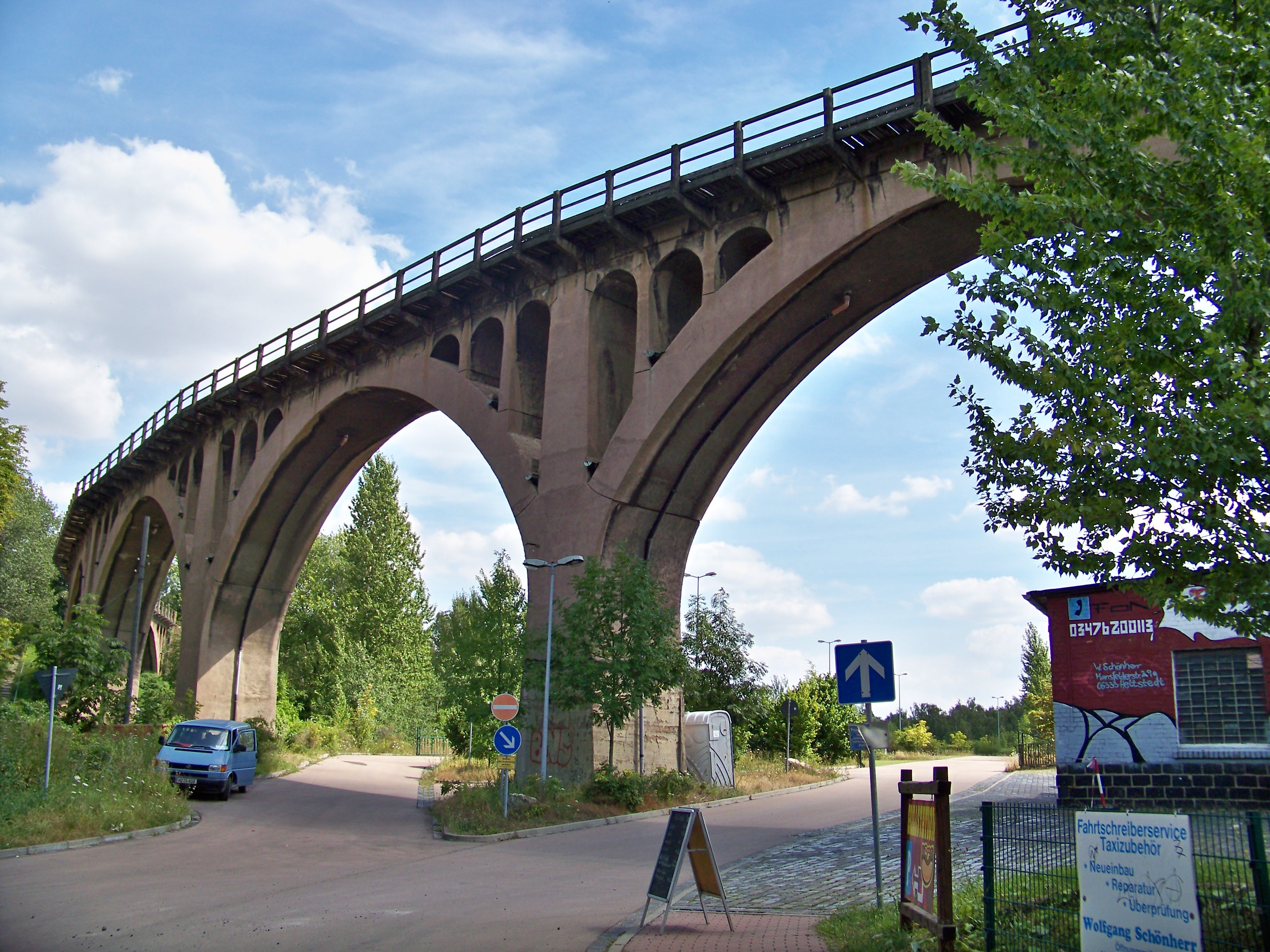
Wiadukt
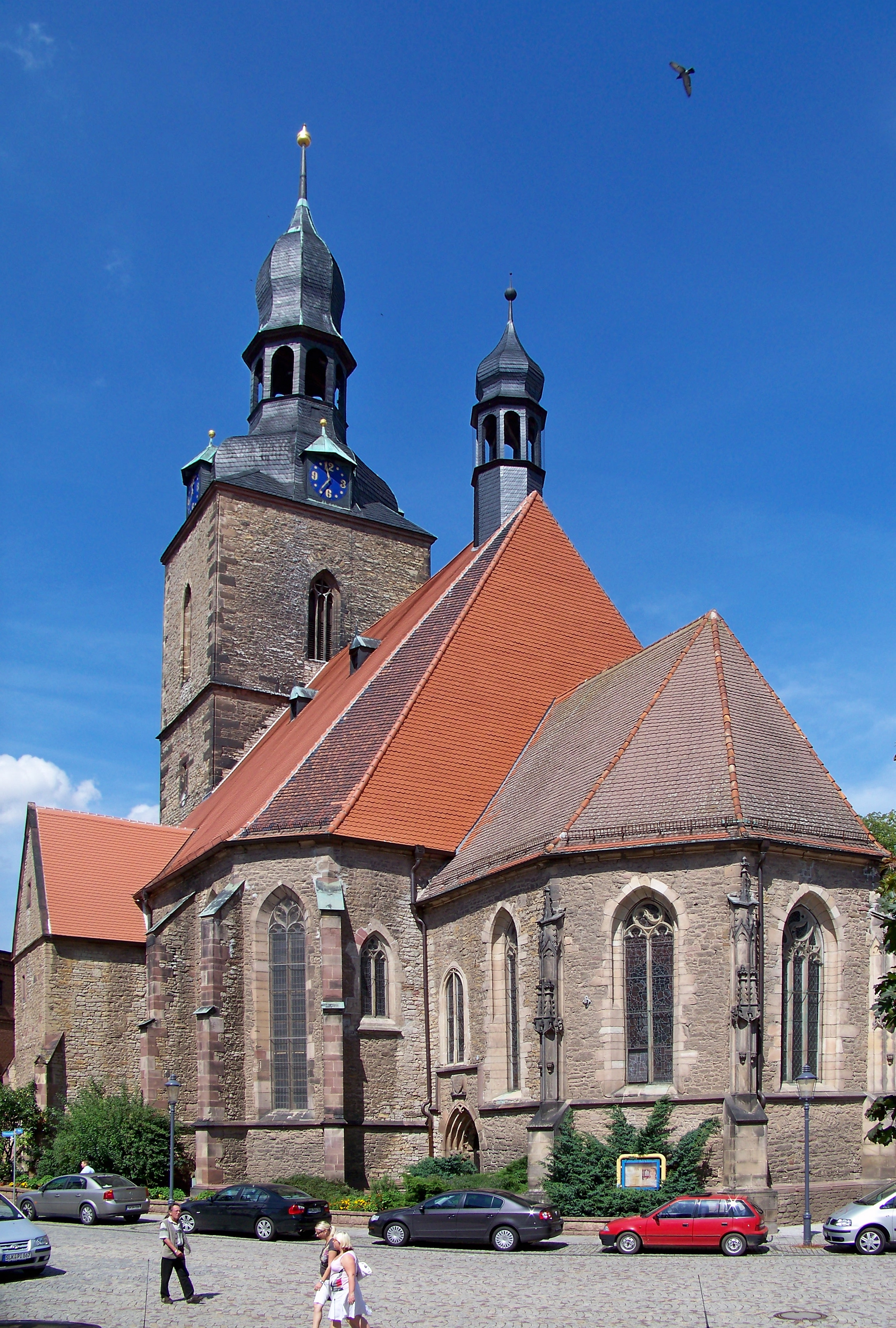
Kościół św. Jakuba (Sankt Jacob)
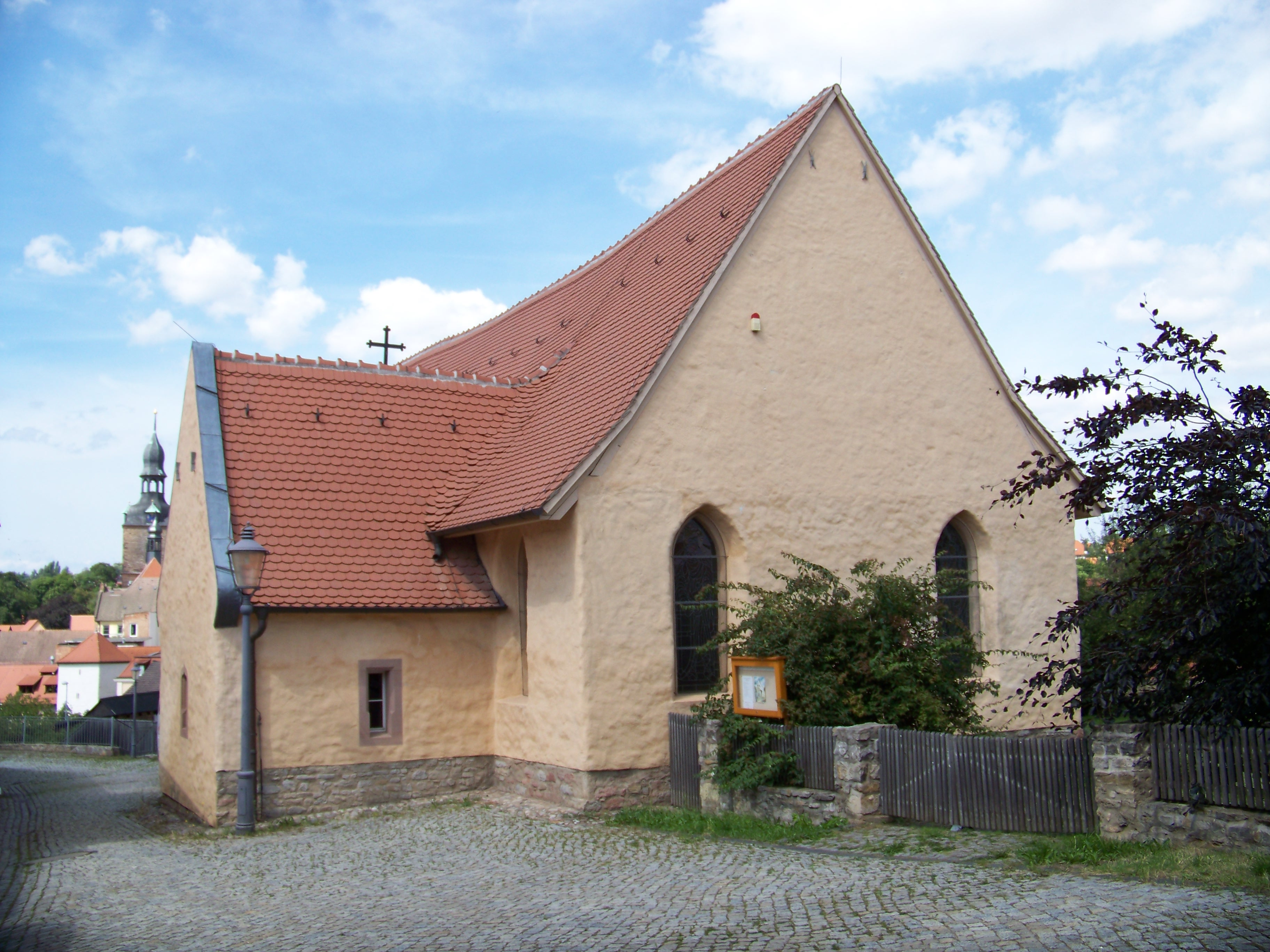
Kościół św. Gandolfa (Sankt Gangolf)